# ینس لائورسن
ینس لائورسن (دانمارکی: Jens Laursen; ۱ ژانویهٔ ۱۸۸۸ – ۲۳ مهٔ ۱۹۶۷) ژیمناست هنری اهل دانمارک بود.